# Jacinto City (Teksas)
Jacinto City je grad u američkoj saveznoj državi Teksas. Prema popisu stanovništva iz 2010. u njemu je živjelo 10.553 stanovnika.